# Photométéore

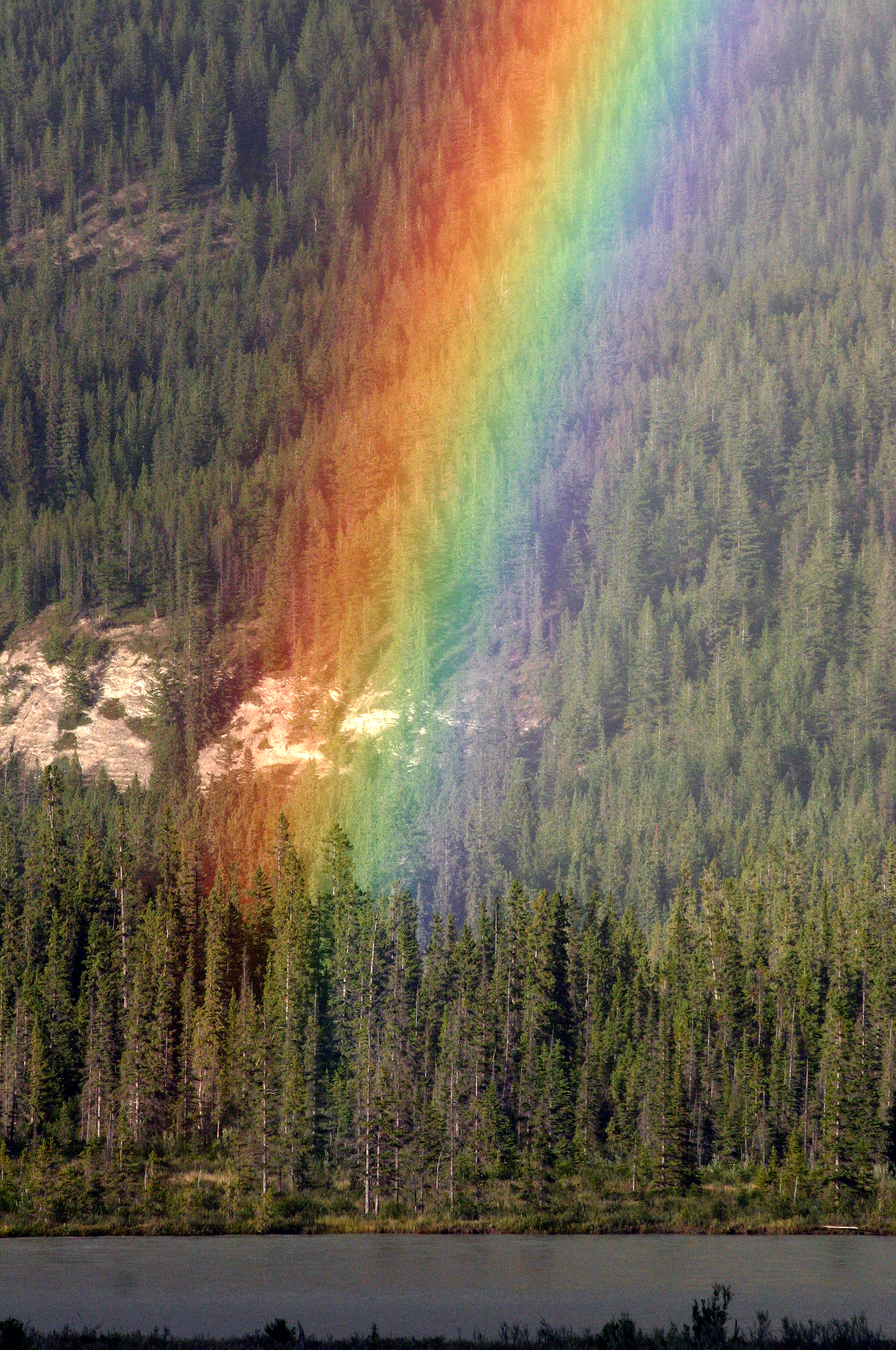
L'arc-en-ciel est l'un des photométéores les plus fréquents.

Un photométéore, du grec ancien φωτός / phōtós (« lumière ») et μετέωρος / metéōros (« dans les airs »), est un objet ou phénomène optique qui apparaît dans l'atmosphère terrestre, quand la lumière solaire ou lunaire y subit une réflexion, réfraction, diffraction, polarisation ou interférences déterminées par des circonstances particulières,. Un photométéore est un type de météore (dans son acception la plus large).
Les plus fréquents sont le halo, l'arc-en-ciel, la couronne, les irisations, la gloire, la parhélie, l’anneau de Bishop, le mirage, le tremblotement, la scintillation, le rayon vert, les teintes et les rayons crépusculaires.

## Cas spécial
Les aurores polaires (australes au pôle sud, boréales au pôle nord) sont en même temps des électrométéores et des photométéores, selon Météo-France, parce qu'ils proviennent de l'interaction de particules d'origine solaire (protons et électrons) avec des atomes et molécules terrestres (notamment oxygène et azote). Ces particules sont canalisées le long des lignes de force du champ magnétique terrestre vers les pôles.